# Político

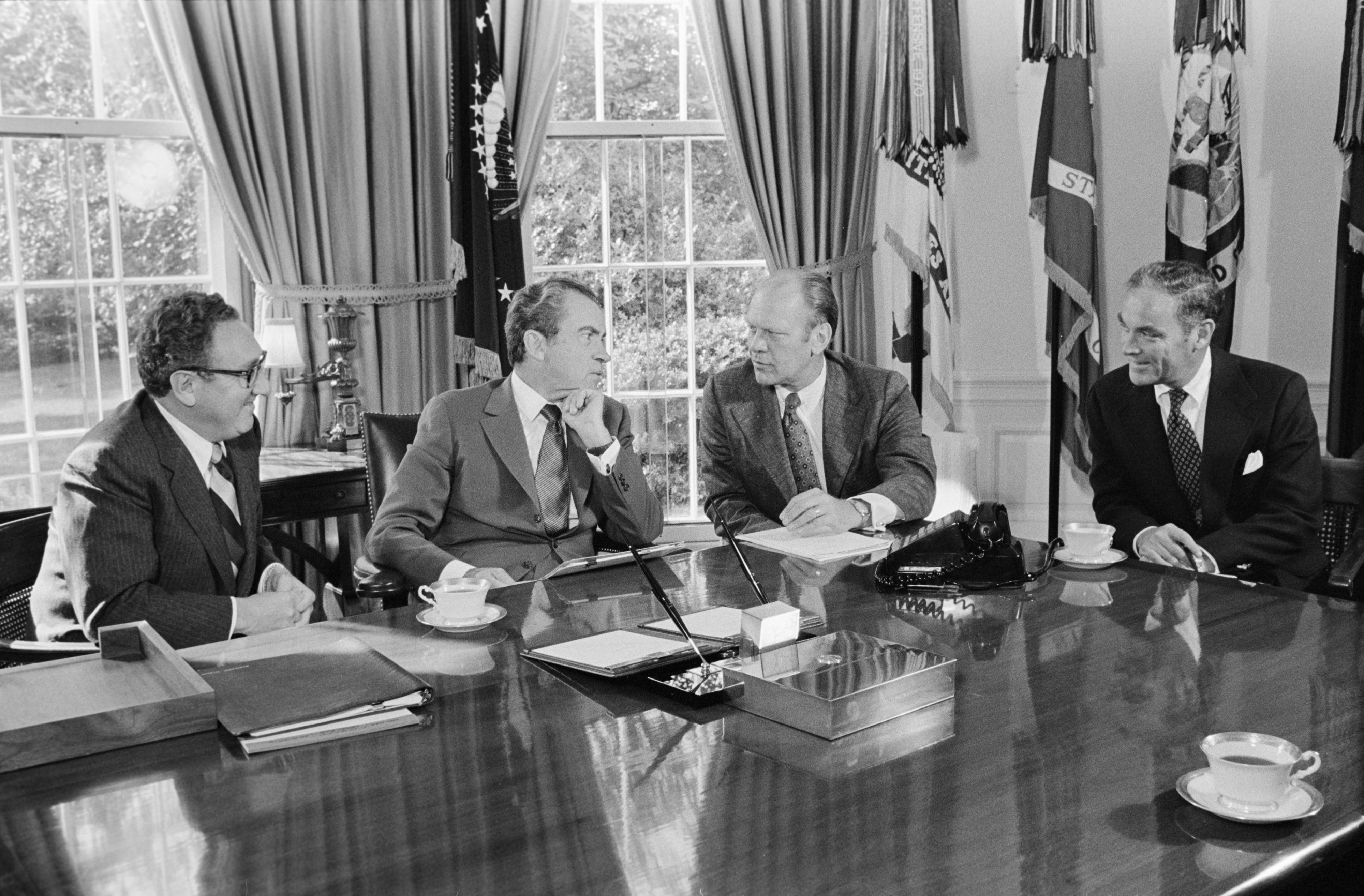
El presidente Richard Nixon sentado en el escritorio de su Oficina Oval durante una reunión con Henry Kissinger, Alexander Haig y Gerald Ford.

Una personalidad política es una persona implicada en la vida política. Se puede encontrar varios sinónimos de esta definición como personaje político, persona dedicada a la política o bien simplemente como político o política cuando se trate de una mujer. Las dos últimas acepciones pueden, a veces, encontrarse con una connotación peyorativa utilizándose para hablar de alguien que muestra grandes habilidades para las intrigas de la vida política o bien que sólo vive de sus funciones políticas o que ha dejado atrás su contribución en otras áreas de la sociedad que no sean las de la política. Una denominación concretamente despectiva es politicastro.
Básicamente un político es un ciudadano que se dedica a los intereses públicos en general y que en las sociedades democráticas participa con su opinión, con su filosofía política, con su voto, con su participación y con sus capacidades en las decisiones que se han de tomar para organizar todo los que afecte a los intereses públicos. Hay varios niveles de participación en la política de las sociedades.
- Primeramente el ámbito local es el más cercano al lugar de residencia de los ciudadanos. Hablaremos aquí de personalidades políticas de ámbito local.
- En segundo lugar existen ámbitos intermedios que trabajan para la administración de la política de ámbito regional.
- En tercer lugar existe un ámbito superior que focaliza su trabajo en un ámbito nacional.
- En cuarto lugar existe un ámbito supremo que organiza el trabajo en un ámbito internacional. Aquí encontramos personalidades políticas de carácter internacional.

En la mayoría de países el ordenamiento jurídico considera a los políticos elegidos o nombrados, como representantes del pueblo en el mantenimiento, la gestión, y la administración de los recursos públicos. Dicho ordenamiento considera que un político debe velar por el interés general de los ciudadanos y mantenerse dentro de una ética profesional de servicio al pueblo y no hacia sí mismo.
Hay muchos países, regiones, ciudades en el mundo que organizan sus respectivas sociedades con modos de participación social de la población muy diferente a la de los países con sociedades democráticas. Los políticos, por lo tanto, pueden ser elegidos, votados o designados por los órganos con los que cada sociedad se haya dotado.
Los políticos, suelen emanar de asociaciones, grupos de interés, generalmente de partidos políticos o de órganos estructurales de la sociedad en la que desarrollen su actividad profesional. Básicamente las personas que se dedican a la política intentan lograr que sus ideas sobre la organización del bien público se realice conforme entienden de forma partidista.
Las personalidades políticas no son ajenas a la política como una ciencia social. Existen múltiples doctrinas políticas sobre la forma de organizar una sociedad.

## Introducción

### Ser una persona política

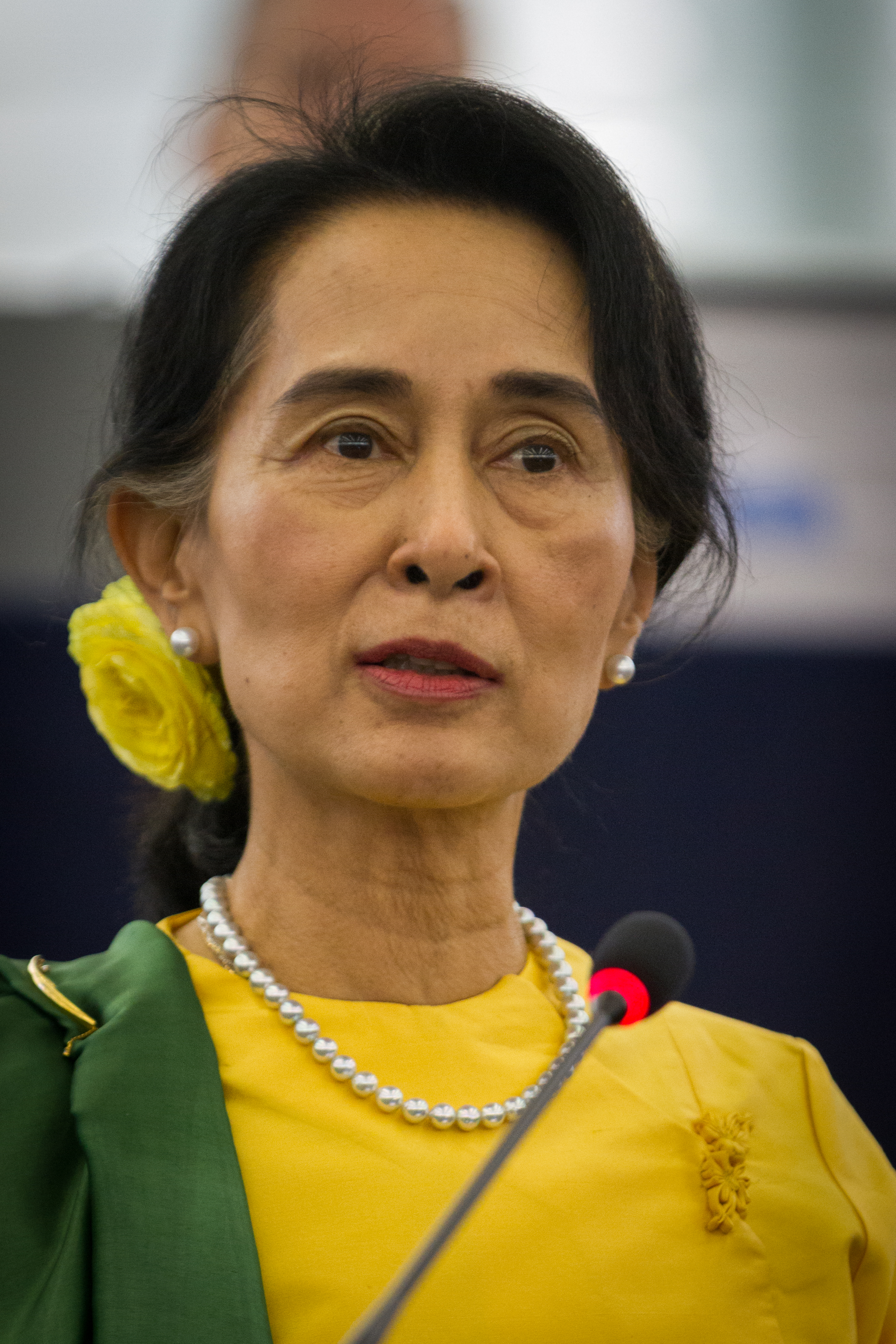
Entrega del premio Sakharov a Aung San Suu Kyi el 22 de octubre de 2013

Hay múltiples facetas que se pueden reprochar a los políticos. La Prensa de cada país en sus diversas modalidades de prensa escrita, periodismo televisado, y también las redes sociales de cada país del mundo permiten tanto a profesionales periodistas como ciudadanos valorar la actividad de los personajes que se dedican a la política en los cuatro ámbitos de la administración local, provincial o regional, nacional o internacional. Todos los políticos del mundo son sujeto a observación por parte de sus sociedades que, en los casos de países democráticos, pueden ejercer un control, que puede derivar en apoyos o bien en denuncias o protestas y posteriormente en un voto de representación o denegación del mismo. En los casos de dictaduras, el refrendo por parte de los pueblos es a veces reprimido, desdeñado, y no forman parte del control por parte de la sociedad, los medios de prensa o bien las redes sociales. La existencia de presos políticos o de oposición es frecuente en determinados países que fundan la represión en la omisión básica del Derecho Humano a la discrepancia o a la opinión. De ahí, la existencia de personalidades políticas de renombre internacional que no logran acceder al poder que les pudieron conferir la designación por parte del pueblo o que han sido apartadas de las funciones que ostentaban con la mayoría de los votos de una parte de la población o según el tipo de nombramiento o designación que exista en sus países respectivos.
Cuando una personalidad política ejerce altas funciones en el poder ejecutivo, es conocido como hombre o mujer de Estado (Estadista).

### Mujeres políticas
Las Mujeres dedicadas a actividades políticas, representan en todo el mundo un porcentaje inferior al de hombres políticos. Para corregir esta desigualdad, los organismos internacionales y estatales han adoptado medidas en desarrollo del derecho a la paridad.

«las mujeres siguen estando marginadas en gran medida de la esfera política en todo el mundo, a menudo como resultado de leyes, prácticas, actitudes y estereotipos de género discriminatorios, bajos niveles de educación, falta de acceso a servicios de atención sanitaria, y debido a que la pobreza las afecta de manera desproporcionada.»
ONU Mujeres

Por ejemplo, en América Latina persiste una crisis de representación política independientemente del esfuerzo de las mujeres feministas y de las mujeres candidatas.

### Cualidades[11]de una persona política
| Positivas                | Negativas                  |
| ------------------------ | -------------------------- |
| La Transparencia         | La corrupción              |
| el Compromiso social     | la demagogia               |
| la Credibilidad          | el sectarismo              |
| La Preparación académica | la incompetencia           |
| la Autocrítica           | el racismo                 |
| el Liderazgo             | el populismo               |
| la Responsabilidad       | el narcicismo              |
| la Honradez              | la Concentración del poder |
| La integridad            | la Negación de la derrota  |
| la lealtad               | la División de la sociedad |
| la Convicción            | La Megalomanía             |
| la Autoridad             | la Soberbia                |
| la Empatía               | el afán de lucro           |
| el Coraje                |                            |
| la Capacidad de negociar |                            |
| la Capacidad de delegar  |                            |

### Tipos de políticos: una visión integral y sus cualidades esenciales
Los políticos, figuras centrales en la sociedad, se distinguen por sus motivaciones y la forma en que ejercen el poder. Una categorización fundamental reside en si viven de la política o viven para la política. Como el propio Max Weber afirmó:
"Hay dos formas de hacer de la política una profesión. O se vive «para» la política o se vive «de» la política."
Quienes viven de la política la conciben como un medio para alcanzar fines personales, como el beneficio económico o el prestigio inherente al estatus de poder. 

En contraste, aquellos que viven para la política la consideran un fin en sí misma, una vocación íntima que da sentido a su existencia al servicio de una causa. Sobre este último, Max Weber también señala:
"Cuando falta la fe, incluso los éxitos políticos aparentemente muy sólidos, llevan en sí, la maldición de la trivialidad."
Además, los políticos pueden guiarse por una ética de la convicción, aferrándose a principios absolutos sin importar las consecuencias, o por una ética de la responsabilidad, que sopesa los resultados de sus decisiones y asume sus repercusiones. Estas dos éticas no se oponen, sino que se complementan para formar al político "verdadero", capaz de ejercer su vocación con equilibrio y eficacia.
Independientemente de estas distinciones, un político efectivo debe poseer cualidades esenciales: la pasión, como devoción a su propósito; un claro sentido de la responsabilidad, asumiendo las consecuencias de sus actos; y mesura, la capacidad de mantener la calma y la objetividad ante la realidad, sin que los ideales ciegos o las emociones dominen su juicio. El político ideal equilibra todas estas facetas para un liderazgo efectivo.

## Por países

### España

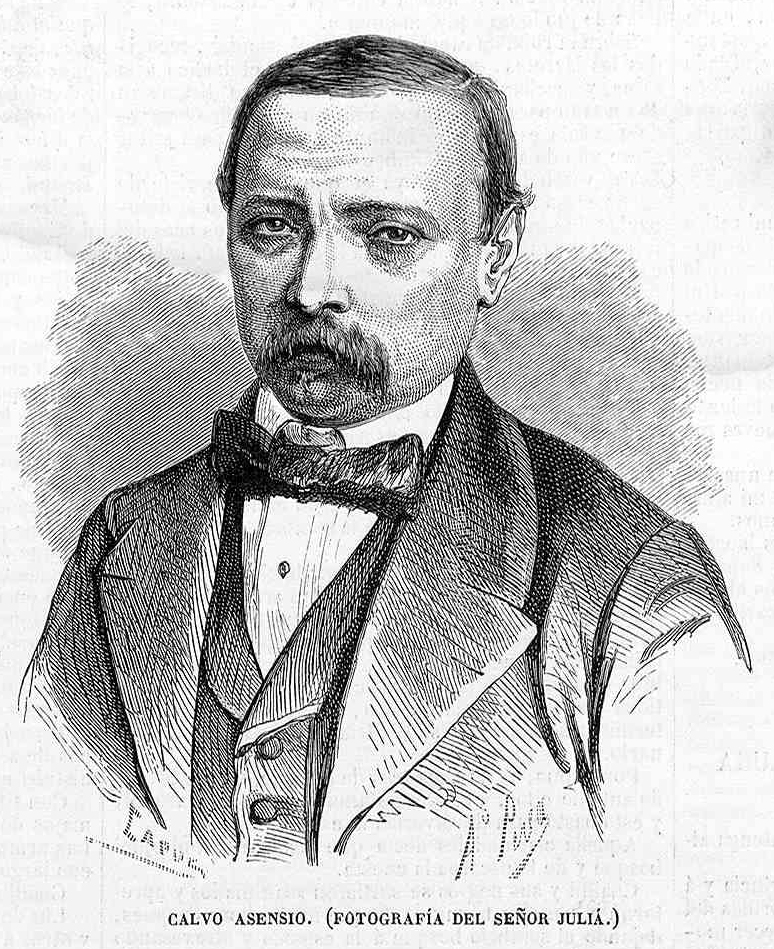
Pedro Calvo Asensio (1821-1863), diputado, periodista, escritor y doctor en farmacia, fue uno de los políticos españoles más influyentes del.

En España, se estima que hay alrededor de 75 000 políticos salidos de las urnas, en contraposición de un falso informe de Presidencia del Gobierno, difundido por el diario El Aguijón, que afirmaba que había alrededor de 450 000 políticos. Conviene recordar que, de estos 75 000, más del 85 % son alcaldes o concejales y, de ellos, más de la mitad no cobra sueldo público o no llega al salario mínimo.

#### Requisitos para ser político
Para ocupar un cargo político, como puede ser concejal, alcalde, diputado, senador, ministro, presidente del gobierno, no es necesario tener ningún tipo de estudios.  

Para ser miembro del Gobierno se requiere ser español, mayor de edad, disfrutar de los derechos de sufragio activo y pasivo, así como no estar inhabilitado para ejercer empleo o cargo público por sentencia judicial firme
artículo 11 de la Ley 50/1997, de 27 de noviembre, del Gobierno

#### Paridad electoral
En España, la Ley Orgánica 5/1985, del 19 de junio, del Régimen Electoral General, define paridad como composición equilibrada de mujeres y hombres en el ámbito de la representación política. Esa composición equilibrada se garantiza en las listas electorales que se presenten en las elecciones al Congreso, elecciones locales, Consejos Insulares, Cabildos Insulares Canarios, Parlamento Europeo y Asambleas Legislativas de las comunidades autónomas.

### Suiza
En Suiza, existen los políticos milicianos, es decir, políticos que no viven de la política. Todos los parlamentarios, diputados y senadores siguen ejerciendo su trabajo; la única excepción son los siete ministros nacionales y los cantonales, que son de dedicación plena y reciben un sueldo.

### La participación de los ciudadanos en política
Los ciudadanos participan en política. Las herramientas son diversas y vienen encuadradas por las leyes constitucionales de los Estados y sujetas a una temporalidad o convocatorias diversas.
Las herramientas de participación suelen ser:
- El voto: un mecanismo que permite elegir a los representantes políticos de su preferencia. Puede producirse cuando se termina un mandato y se convocan elecciones, o cuando se revoca o se triunfa una moción de censura contra un mandatario y hay que renovar el Gobierno.
- El plebiscito: es un mecanismo que permite al pueblo posicionarse a favor o en contra de algo a propuesta del Ejecutivo o del Presidente del Estado y que no necesita ser refrendado por las cámaras del Estado (Senado o Congreso) cuando se trate de Estados bicamerales.
- El referendo: es un mecanismo que permite al pueblo posicionarse a favor o en contra de un proyecto de norma o delegue una norma vigente
- La consulta popular: permite posicionarse frente a una pregunta popular de carácter trascendental formulada al pueblo.
- La Junta de distrito o cabildo abierto o Concejo abierto: Son mecanismos semanales, quincenales o mensuales en los que pueden participar directamente los habitantes y en los que se tratan asuntos de urbanismo, de salud pública, de seguridad, de cultura y deportes, de educación, de juventud, etc. En estas juntas municipales confluyen las Asociaciones de vecinos, de barrios, ONGs, Asociaciones culturales, deportivas, Asociaciones de padres y madres de alumnos de colegios, y toda una larga lista de grupos que vertebran los vecinos, ciudadanos o habitantes de pueblos, y ciudades.
- Las iniciativas legislativas: son mecanismos que permiten a los ciudadanos presentar proyectos de leyes, de acuerdos, ordenanzas y resoluciones mediante una petición conforme a los cauces establecidos en cada Estado, y aportando un número determinado de firmas de ciudadanos identificados.

### Actividades propias de los políticos
La política es un espacio de trabajo de una minoría de la población mundial y su función resulta absolutamente necesaria e imprescindible en todos los sistemas políticos y en especial en los sistemas democráticos. Se habla de democracias participativas. De la actividad de miles de ciudadanos que dedican su tiempo y esfuerzo, muchas veces de forma desinteresada y sin apenas remuneración, sobre todo en el ámbito local, participando en la gestión de la cosa pública, nos beneficiamos todos.
La política es un lugar de debates, de diálogos y de consensos y también de arbitrariedades, imposiciones y debate en contra de las injusticias. Esto exige una formidable dedicación y muchos sacrificios personales en la vida cotidiana para dedicar tiempo, preparación previa y estudio personal. Hoy en día, se han creado comunidades virtuales y se ha enriquecido y se ha complicado también, la forma de hacer política y de llegar a acuerdos.
El objeto u objetivo de la actividad política es la de hacer cambiar o progresar la sociedad mediante instrumentos que son las leyes, los acuerdos, los pactos, los conciertos, las decisiones, como fruto de las reuniones, congresos, simposios y que se plasman en actas, decretos, directivas, órdenes, memorandos, etc.
La forma de conseguir un objetivo en política es lograr una mayoría. La participación democrática ha de regirse por normas estrictas de seguridad para las personas y de libertad de opinión. Los candidatos no pueden usar la modalidad del voto con poblaciones desinformadas, manipuladas o amenazadas por cualquier tipo de circunstancia.
Los acuerdos ya no sólo competen al Estado, sino que las sociedades disponen y construyen amplios espacios de participación interesada (Asociaciones, Plataformas, Partidos, Sindicatos,...).
La política requiere atraer talento y para reconocer el trabajo impagable que algunos realizan, es preciso conformar una base salarial acorde con los sacrificios personales que la mayoría de ciudadanos no están dispuestos o sencillamente no podrían asumir. La política produce desgaste y daño personal a la propia imagen. De la participación en política se derivan renuncias profesionales y muchas veces familiares (desplazamientos frecuentes) así como, a veces, trabajo en condiciones de seguridad adversa.

### Percepción de los políticos

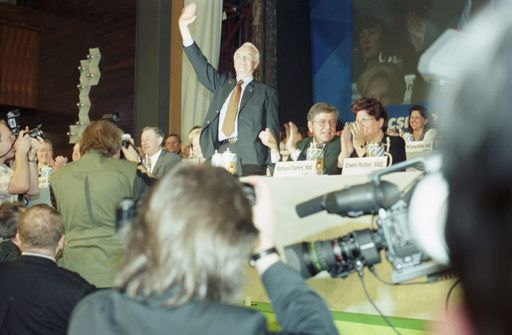
Existen trastornos emocionales que afectan a quienes ejercen el poder en cualquiera de sus formas, entre las que se destacan el Síndrome de hubris, la megalomanía, el caudillismo o el narcisismo.

La percepción de las personas que se dedican a la cosa pública como personas corruptas, personas que se alejan del interés general para hacer prevalecer los suyos propios o bien otros de carácter partidista o particular y personas que gozan de privilegios y prerrogativas que van más allá de la del resto de ciudadanos forma, a veces, parte de un fenómeno populista que aprovecha estas ideas para promover una dicotomía entre «un pueblo lleno de virtudes» y «unas élites políticas corruptas».
Las sociedades piden a los políticos que sean honestos, responsables, leales a su palabra, credibilidad y convicción además de coraje para llevar políticas a cabo. Las tensiones actuales en la política no son sólo de origen local, regional o estatal sino que están muy condicionadas por la globalización de las ideas gracias a un mundo interconectado.
La lejanía de las políticas de los organismos mundiales que trazan las metas más ambiciosas y las líneas de trabajo a 5, 10, 20, 50 años vista no son siempre percibidas por el ciudadano de la calle de cualquier parte del mundo. Para ello, los sistemas de información de cada estado, los servicios de prensa libre o estatal y los sistemas educativos han de cumplir un papel informativo o educativo de primera importancia.